# 龟山电视塔

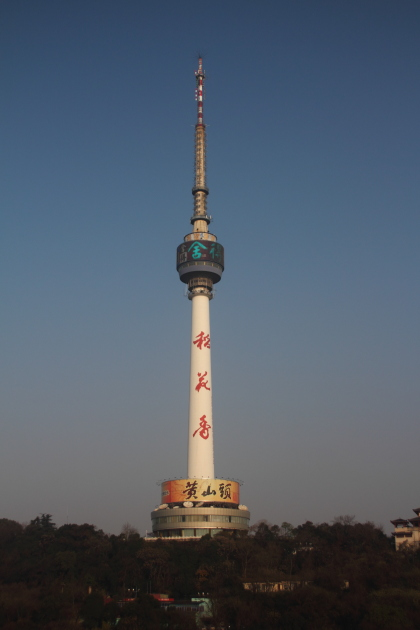
龟山电视塔

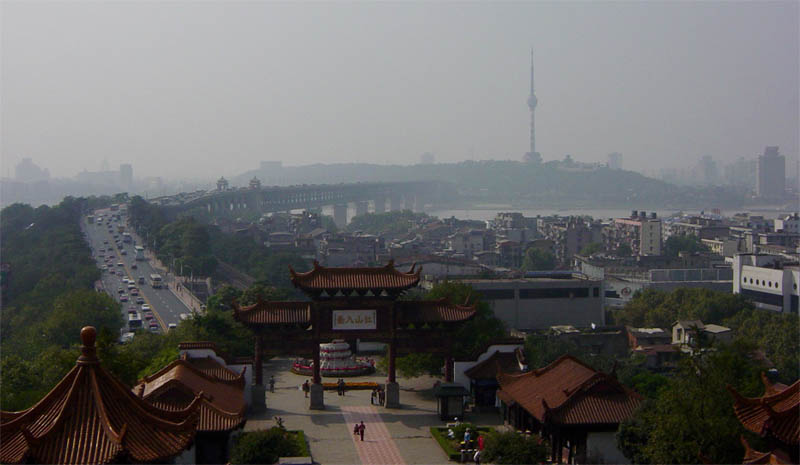
从黄鹤楼远眺长江对岸的龟山电视塔

龟山电视塔 (英語：Tortoise Mountain TV Tower) 是一座位于中华人民共和国武汉市 311.4（1,022英尺） 高的电视塔。它是一座混凝土制成的电视塔，有221.2（726英尺）高的观景台。龟山电视塔是中国第一座自主建造的电视塔，建成于1986年。
该塔坐落于于长江左岸汉阳区的龟山之上，位于龟山的西北侧，以减少对山顶上古寺庙的影响。龟山是武汉最有名的两座山之一；两座名山上均有不少历史古迹，成排的古代武士雕塑。